# La Fontaine sacrée ou la Vengeance de Boudha
 (juillet 2025).
Pour plus de détails, voir Fiche technique et Distribution.
La Fontaine sacrée ou la Vengeance de Boudha est un court métrage français réalisé par Georges Méliès, sorti en 1901, au début du cinéma muet.